# Hoffman (Észak-Karolina)
Hoffman város az USA Észak-Karolina államában, Richmond megyében. Lakosainak száma 418 fő (2020. április 1.).

## Népesség
A település népességének változása:
| Lakosok száma | 184  | 588  | 418  |
|               | 1900 | 2010 | 2020 |